# Ельда Емма Андерсон
Ельда Емма Андерсон (англ. Elda Emma Anderson, 5 жовтня 1899 – 17 квітня 1961) — американська фізикиня і дослідниця здоров'я. Під час Другої світової війни вона працювала над Мангеттенським проєктом у Принстонському університеті та Національній лабораторії Лос-Аламоса, де підготувала перший зразок чистого урану-235 у лабораторії. Випускниця Університету Вісконсіна, вона стала професором фізики в коледжі Мілвокі-Даунер у 1929 році. Після війни захопилася санітарною фізикою. Вона працювала у відділі фізики здоров’я Національної лабораторії Ок-Ридж і заснувала агентство професійної сертифікації, відоме як Американська рада фізики здоров’я.

## Молодість і освіта
Ельда Емма Андерсон народилася в Грін-Лейк, штат Вісконсін, 5 жовтня 1899 року в родині Едвіна А. Андерсона (народився у Вісконсині) та його дружини Лени (уроджена Хеллер) (народилася в Німеччині). Андерсон була однією із трьох дітей. Хоча в ранньому віці вона була захоплена цифрами, Андерсон насправді прагнула стати вихователем у дитячому садку. Пізніше це змінилося на інтерес до природничих наук, частково через вплив її старшої сестри, яка була помічником викладача хімії. Загалом, незважаючи на те, що її родина покладала певні високі сподівання на свою молодшу доньку, усі вони підтримували її в її навчанні.
Андерсон отримала ступінь бакалавра мистецтв (B.A.) у Ріпон-коледжі в 1922 році, потім ступінь магістра мистецтв (AM) з фізики в Університеті Вісконсіна в 1924 році. З 1924 по 1927 рік вона викладала в Естервільському молодшому коледжі в Айові, де була деканом фізики, хімії та математики. У 1929 році вона стала професором фізики в коледжі Мілвокі-Даунер (елітний жіночий коледж, який пізніше увійшов до Університету Лоуренса), а потім завідувала кафедрою фізики в 1934 році.

## Кар'єра та дослідження

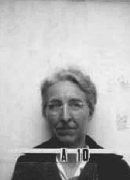
Значок Ельди Е. Андерсон часів війни в Лос-Аламосі

У 1941 році Андерсон захистила докторську дисертацію в Університеті Вісконсіна на тему «Низькі рівні енергії в атомних спектрах Co VII і Ni VIII». Відразу після закінчення докторської дисертації Андерсон попросила відпустку зі своєї посади в коледжі Мілвокі-Даунер, щоб провести дослідження війни, пов’язані з Мангеттенським проєктом, в Управлінні наукових досліджень і розвитку Прінстонського університету. Невдовзі після цього Андерсон було найнято для продовження її роботи саме в лабораторії Лос-Аламоса. На своєму новому місці Андерсон вивчала основні параметри поділу, включаючи аналіз часових затримок, пов'язаних з поглинанням і випусканням нейтронів. Така робота часто передбачала роботу понад шістнадцять годин на день. Серед інших досягнень у Лос-Аламосі Андерсон підготувала перший зразок чистого урану-235 у лабораторії. Там вона жила в гуртожитку, і, будучи старшою за більшість інших мешканців (їй було п’ятдесят), її призначили старшиною. Вона часто працювала вночі, одягнена в джинси та картату сорочку – незвичний одяг для жінки того часу.
Після війни, у 1947 році, Андерсон покинула Лос-Аламос і повернулася до викладання в коледжі Мілвокі-Даунер, але її участь у атомній фізиці викликала інтерес до впливу радіації на здоров’я. У 1949 році вона залишила викладацьку роботу, щоб розпочати кар’єру в галузі фізики здоров’я. У відділі фізики охорони здоров’я Національної лабораторії Оук-Ридж у Теннессі, якому було лише п’ять років, коли вона приєдналася, вона стала першим начальником відділу освіти та навчання. Вона провела свою кар’єру, допомагаючи створити нову навчальну програму з фізики здоров’я, викладаючи та консультуючи аспірантів з фізики здоров’я з 1949 року.
У 1949 році Андерсон переїхала до Оук-Риджа, штат Теннессі, щоб стати першим керівником відділу освіти та навчання у відділі фізики здоров'я Національної лабораторії Оук-Ридж. Андерсон також працювала із викладачами Університету Вандербільта в Нешвіллі, штат Теннессі, над створенням магістерської програми з фізики здоров’я в цьому закладі.
Окрім обов’язкових зобов’язань, Андерсон також була відома тим, що допомагала студентам у вирішенні як академічних, так і особистих проблем, даючи корисні поради. У деяких випадках Андерсон, як відомо, давала позики студентам, а також випивала у важкі часи.
Андерсон організувала перший міжнародний курс у своїй галузі в Стокгольмі в 1955 році; вона організувала подібні курси в Бельгії в 1957 році та Мумбаї в 1958 році. Вона підтримала створення Товариства фізики здоров’я в 1955 році, виконуючи обов’язки секретаря, а потім секретаря статуту, і зрештою була президентом Товариства з 1959 по 1960 рік. У 1960 році вона заснувала агентство професійної сертифікації, відоме як Американська рада фізики здоров’я. Незважаючи на те, що Андерсон захворіла на лейкемію в 1956 році, її кар'єра не збентежилася і вона зберігала свою посаду протягом кількох років до її смерті в 1961 році.

## Смерть і спадок
У 1956 році Андерсон, яка ніколи не була одружена і не мала дітей, захворіла на лейкемію. Вона померла майже через п’ять років в Оук-Риджі, штат Теннессі, від раку молочної залози та лейкемії, можливо, в результаті її роботи з радіоактивними матеріалами, 17 квітня 1961 року. Андерсон поховали на кладовищі Грін-Лейк у Грін-Лейк, штат Вісконсін. У неї залишилися сестра Люсіль МакКоннелл і племінниця Наталі Тарр Міллеманн. Некролог доктора Андерсон добре висвітлювався в пресі та наукових журналах. Вшанування написали колеги та колишні учні.
Щороку Андерсон вшановується на щорічних зборах Товариства фізики здоров’я, коли премія Елди Е. Андерсон вручається молодому члену Товариства.

## Вибрані публікації
- Ph.D. Dissertation: Anderson, Elda E. (1941). Low Energy Levels in the Atomic Spectra of Cobalt VII and Nickel VIII. University of Wisconsin—Madison.
- Mack, J. E., & Anderson, E. E. (1944). A 21‐Foot Multiple Range Grazing Incidence Spectrograph. Review of Scientific Instruments. 15(2): 28–36.
- Anderson, E. E., Lavatelli, L. S., McDaniel, B. D., & Sutton, R. B. (1944). Boron cross sections for neutrons from 0.01 to 1000 eV. Atomic Energy Commission.
- Anderson, E. E., Lavatelli, L. S., McDaniel, B. D., & Sutton, R. B. (1944). MEASUREMENTS ON THE CROSS-SECTION OF 94 Pu-239 AS A FUNCTION OF NEUTRON ENERGY IN THE RANGE FROM 0.01 eV TO 3.0 eV (No. LA-91). Los Alamos Scientific Laboratory. New Mexico.
- Anderson, E. E., McDaniel, B. D., Sutton, R. B., & Lavatelli, L. S. (1945). ABSORPTION AND FISSION CROSS SECTIONS OF 94 Pu-239 IN THE NEUTRON ENERGY RANGE 0.01 eV TO 100 eV (No. LA-266). Los Alamos Scientific Laboratory. New Mexico.
- Sutton, R. B., McDaniel, B. D., Anderson, E. E., & Lavatelli, L. S. (1947). The Capture Cross Section of Boron for Neutrons of Energies from 0.01 eV to 1000 eV. Physical Review. 71(4): 272.
- McDaniel, B. D., Sutton, R. B., Lavatelli, L. S., & Anderson, E. E. (1947). The Absorption Cross Section of Gold for Neutrons of Energies from 0.01 to 0.3 eV. Physical Review. 72(8): 729.
- Sutton, R. B., T. Hall, E. E. Anderson, H. S. Bridge, J. W. DeWire, L. S. Lavatelli, E. A. Long, T. Snyder, and R. W. Williams. (1947). Scattering of Slow Neutrons by Ortho- and Parahydrogen. Physical Review. 72(12): 1147.
- Sutton, R. B., T. Hall, E. E. Anderson, H. S. Bridge, J. W. DeWire, L. S. Lavatelli, E. A. Long, T. Snyder, and R. W. Williams. (1947). Neutron diffraction studies of NaH and NaD. Physical Review. 72: 1147–56.
- Anderson, Elda E. (1950). Manual on Radiological Protection for Civilian Defense (No. M-4514). Oak Ridge National Laboratory.
- Anderson, E. E. (1952). Units of radiation and radioactivity. Public Health Reports. 67(3): 293.
- Anderson, E. E. (1954). Education and Training of Health Physicists. Radiology. 62(1): 83–87.
- Lukens Jr, H. R., Anderson, E. E., & Beaufait Jr, L. J. (1954). Punched Card System for Radioisotopes. Analytical Chemistry. 26(4): 651–652.
- Kohl, J., Newacheck, R. L., & Anderson, E. E. (1955). Gaseous and Liquid Tracers for Underground Studies. In Proceedings. University of California.
- Kohl, J., Newacheck, R. L., & Anderson, E. E. (1955). Locating Casing Shoe Leaks with Radioactive Argon. Transactions of the American Institute of Mining and Metallurgical Engineers. 204(12): 213–216.
- Newacheck, R. L., Beaufait, L. J., & Anderson, E. E. (1957). Isotope Milker Supplies 137Ba from Parent 137Cs. Nucleonics. 15(5): 122.
- Beaufait Jr, L. J., Anderson, E. E., & Peterson, J. P. (1958). Development and Preparation of Set of Gamma Spectrometer Standards. Analytical Chemistry. 30(11): 1762–1764.
- Anderson, Elda E. (1959). Assignment report on training course for health physicists. Bombay, India. November–December 1958.
- Zumwalt, L. R., & Anderson, Elda E. (1960). Xe-133 Release Data Obtained to Date on Various Sample Fuel Bodies (No. GA-P-32-257). General Atomic Division. General Dynamics Corp. San Diego, CA.
- Anderson, E. E., Gethard, P. E., & Zumwalt, L. R. (October 1961). Use of the King Furnace in Fission-Product Retention Studies of Graphite Reactor Fuels. In Proceedings of the Second Conference on Nuclear Reactor Chemistry. Gatlinburg, Tennessee (pp. 171–192).
- Anderson, E. E., Gethard, P. E., & Zumwalt, L. R. (1962). Steady-State Release Fraction of Krypton and Xenon Fission Products at High Temperatures from (U, Th) C2-Graphite Fuel Matrix in Out-Of-Pile Experiments (No. GA-3211). General Atomic Div. General Dynamics Corp. San Diego, CA.
- Zumwalt, L. R., Anderson, E. E., & Gethard, P. E. (1962). Fission Product Retention Characteristics of Certain (Th, U) C2-Graphite Fuels. Proceedings. ANS Topical Meeting on Materials and Fuels for High-Temperature Nuclear Energy Applications. 11–13.
- Anderson, E. E., Wessman, G. L., & Zumwalt, L. R. (1962). Fission Product Trapping—Sorption of Cesium by Activated Charcoal. Nuclear Science and Engineering. 12(1): 106–110.
- Zumwalt, L. R., Gethard, P. E., & Anderson, E. E. (1963). Fission-Product Release from 'Single-Crystal' UC2 Particles. Transactions of the American Nuclear Society. 6(1): 132.
- Anderson, E. E., Gardner, J. O., Gethard, P. E., Goeddel, W. V., Hooker, J. R., Lonsdale, H. K., ... & Zumwalt, L. R. (1963). Advanced, Graphite-Matrix, Dispersion-Type Fuel Systems. Annual Report. April 1, 1962 – March 31, 1963 (No. GA-4022;(Pt. 1)). General Atomic Division. General Dynamics Corp. San Diego, CA.
- Anderson, Elda E., & Zumwalt, L. R. (1964). The Diffusion of Barium in Simulated High-Temperature Graphite Fuel Elements. Transactions of the American Nuclear Society. (US). 7.